# Guillaume Robin
Guillaume Robin (inizio XV secolo – seconda metà XV secolo) è stato un architetto francese al servizio del re Renato d'Angiò.

## Biografia e opere
Nel 1435 Renato d'Angiò gli chiese di raddoppiare la superficie della sua residenza reale al castello di Angers con una galleria; sopra alla porta di questa vennero raffigurati lo stemma ed il motto del re. Inoltre, nello stesso contesto, Robin costruì il castelletto che venne completato nel 1450.
Nel 1453 Guillaume Robin riprogettò il pavimento del transetto settentrionale della cattedrale di San Maurizio d'Angers. Edificò, inoltre, uno scalone dritto per l'accesso alla biblioteca nel transetto sud. Insieme a lui, in qualità di mastro vetraio, lavorò alla cattedrale di Angers anche André Robin, che si occupò delle vetrate.
Nel 1454, alla fine della guerra dei cent'anni, Renato d'Angiò ereditò le rovine del castello di sua madre a Vieil-Baugé, dove erano stati sconfitti gli inglesi nella battaglia di Baugé. Vi fece costruire da Robin una tenuta di caccia delle dimensioni di un palazzo signorile, che divenne il castello di Baugé. Il lavoro fu completato nel 1465.